# Trachelospermum asiaticum
Trachelospermum asiaticum o jazmín asiático es una especie de planta fanerógama perteneciente a la familia Apocynaceae, originaria de Corea y Japón.

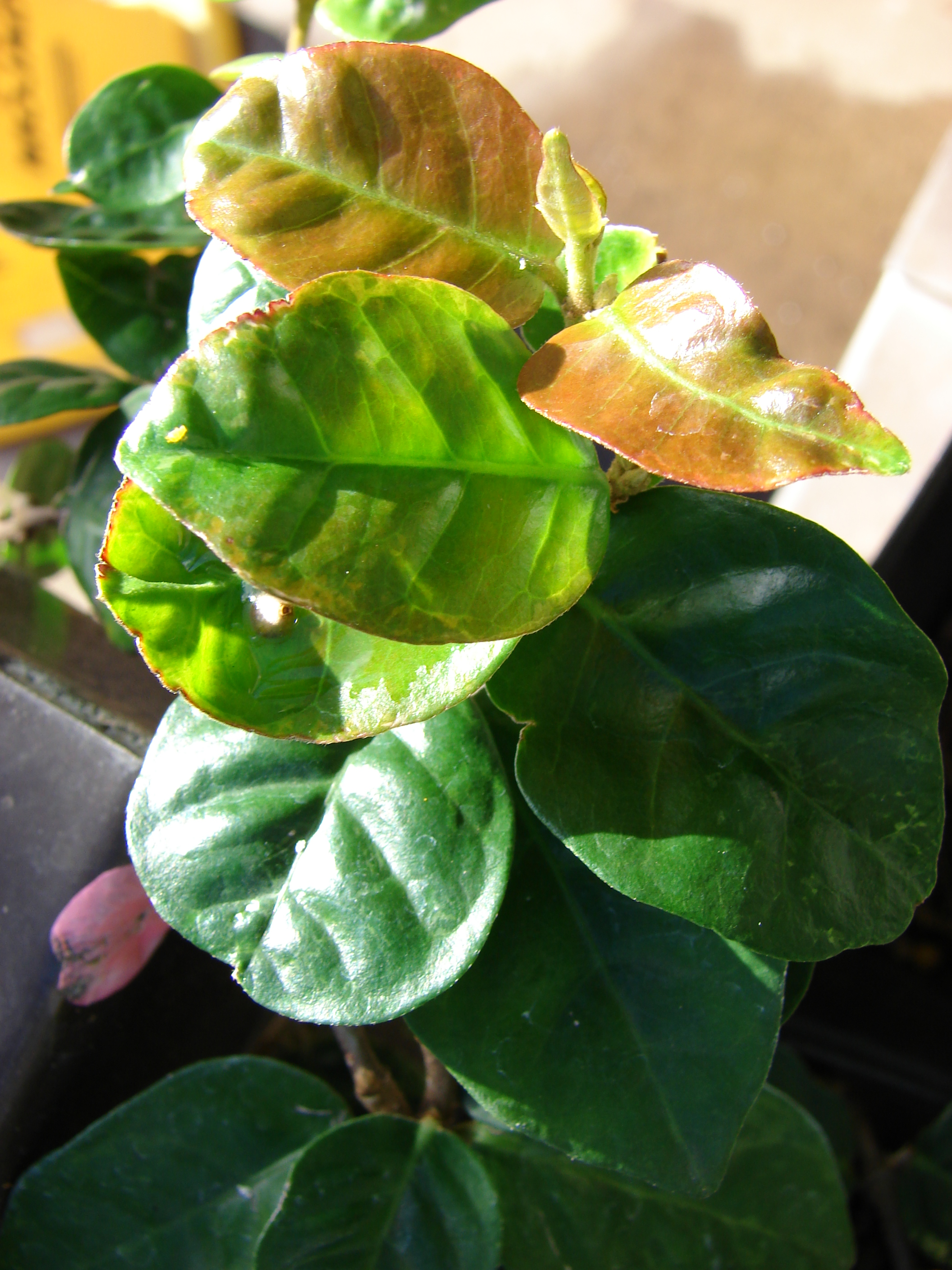
Vista de la planta

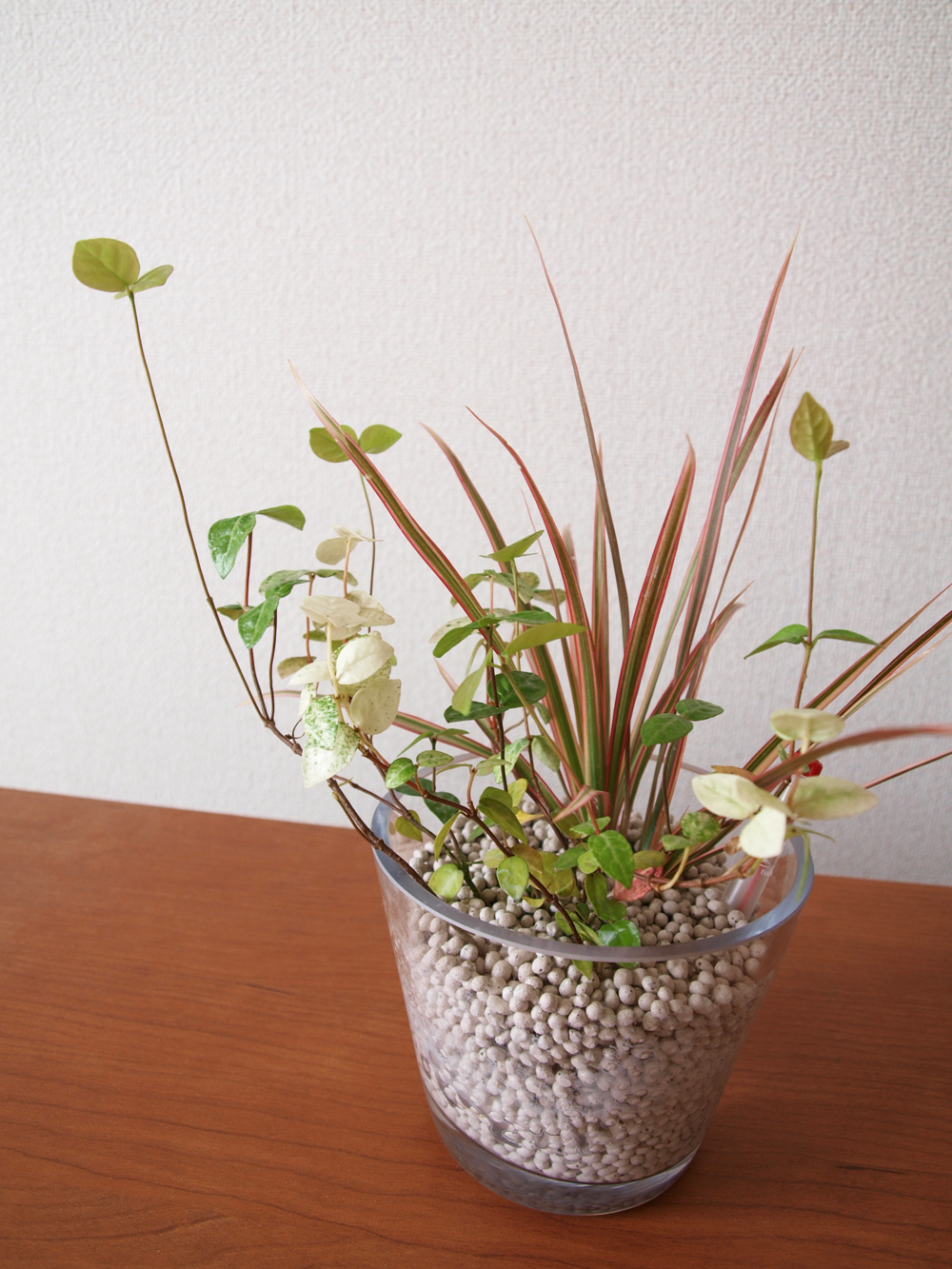
Como planta ornamental

## Descripción
Alcanza un tamaño de 6 m de altura, es un árbol de hoja perenne trepadora con brillantes, hojas coriáceas y flores de color crema fuertemente perfumadas en verano.
Es la más resistente especie de Trachelospermum, esta planta se puede cultivar en áreas de clima templado contra una pared o valla protegida. Ha ganado la Award of Garden Merit de la Royal Horticultural Society.

## Taxonomía
Trachelospermum asiaticum fue descrita por (Siebold & Zucc.) Nakai y publicado en An Enumeration of Plants Hitherto Known From Corea 293. 1922[1922].
Sinonimia
- Malouetia asiatica Siebold & Zucc.
- Microchonea lucida Pierre
- Parechites borneanus Miq.
- Trachelospermum asiaticum var. brevisepalum (C.K.Schneid.) Tsiang
- Trachelospermum bessonii Pierre ex Pit.
- Trachelospermum borneanum (Miq.) Boerl.
- Trachelospermum brevisepalum (C.K.Schneid.) Masam.
- Trachelospermum crocostomum Stapf
- Trachelospermum divaricatum var. brevisepalum C.K.Schneid.
- Trachelospermum foetidum (Matsum. & Nakai) Nakai
- Trachelospermum gracilipes Hook.f.
- Trachelospermum gracilipes var. hupehense Tsiang & P.T.Li
- Trachelospermum gracilipes var. liukiuense (Hatus.) Kitam.
- Trachelospermum jasminoides var. foetida Mats. & Nak.
- Trachelospermum jasminoides subsp. foetidum Matsum. & Nakai
- Trachelospermum lanyuense C.E.Chang
- Trachelospermum liukiuense Hatus.
- Trachelospermum majus Nakai
- Trachelospermum siamense Craib[5]